# 普里茲灣
普里茲灣（挪威語：Prydzbukta）是南極洲的海灣，部分地區在1931年1月2月被挪威觀鯨團和英國、澳洲和新西蘭的探險隊發現，俄羅斯的進度站和南极中山站設於該海灣。
69°0′S 75°0′E / 69.000°S 75.000°E